# Pourouma
Genre
Classification APG III (2009)
Classification APG III (2009)
Pourouma est un genre de plantes à fleurs de la famille des Urticaceae (anciennement des Cecropiaceae). Il comprend 22 espèces natives des régions tropicales d'Amérique centrale et d'Amérique du Sud. L'espèce type est Pourouma guianensis Aubl.
Ce sont des arbres. Les caractéristiques essentielles du genre sont d'avoir des fleurs dioïques disposées en corymbe et des feuilles alternes, trilobées ou palmées.
Pourouma est voisin des genres Coussapoa et Cecropia.
Certaines espèces, comme Pourouma cecropiifolia ou encore Pourouma guianensis, P. mollis et P. acuminata, produisent des fruits comestibles appréciés, et sont parfois cultivés.

## Espèces
Selon World Flora Online (WFO) (18 janvier 2022) :
- Pourouma acuminata Mart. ex Miq.
- Pourouma bicolor Mart.
- Pourouma bolivarensis C.C.Berg
- Pourouma cecropiifolia Mart.
- Pourouma cordata C.C. Berg
- Pourouma cucura Standl. & Cuatrec.
- Pourouma cuspidata Mildbr.
- Pourouma elliptica Standl.
- Pourouma ferruginea Standl.
- Pourouma floccosa C.C. Berg
- Pourouma formicarum Ducke
- Pourouma guianensis Aubl.
- Pourouma herrerensis C.C. Berg
- Pourouma hirsutipetiolata Mildbr.
- Pourouma melinonii Benoist
- Pourouma minor Benoist
- Pourouma mollis Trécul
- Pourouma montana C.C. Berg
- Pourouma myrmecophila Ducke
- Pourouma napoensis C.C. Berg
- Pourouma oraria Standl. & Cuatrec.
- Pourouma ovata Trécul
- Pourouma petiolulata C.C. Berg
- Pourouma phaeotricha Mildbr.
- Pourouma saulensis C.C. Berg & Kooy
- Pourouma stipulacea C.C. Berg
- Pourouma tomentosa Mart. ex Miq.
- Pourouma velutina Mart. ex Miq.
- Pourouma villosa Trécul

Selon GBIF (18 janvier 2022) :
- Pourouma acuminata Mart.
- Pourouma acuminata Mart. ex Miq.
- Pourouma amacayacuensis Gaglioti & Romaniuc
- Pourouma araujoi Schwacke
- Pourouma aurea Warb., 1907
- Pourouma bergii Gaglioti & Romaniuc
- Pourouma bicolor Mart.
- Pourouma bolivarensis C.C.Berg
- Pourouma bolivariensis C.C.Berg, 1982
- Pourouma cecropiifolia Mart.
- Pourouma cordata C.C.Berg
- Pourouma cucura Standl. & Cuatrec.
- Pourouma cuspidata Mildbr.
- Pourouma edulis Linden, 1873
- Pourouma elliptica Standl.
- Pourouma emarginata Killip ex J.F.Macbr.
- Pourouma essequihoensis Standl.
- Pourouma ferruginea Standl.
- Pourouma floccosa C.C.Berg
- Pourouma formicarum Ducke
- Pourouma guianensis Aubl.
- Pourouma herrerensis C.C.Berg
- Pourouma hirsutipetiolata Mildbr.
- Pourouma melinonii Benoist
- Pourouma meliononii
- Pourouma mildraediana Standl., 1937
- Pourouma minor Benoist
- Pourouma mollis Trécul
- Pourouma montana C.C.Berg
- Pourouma myrmecophila Ducke
- Pourouma napoensis C.C.Berg
- Pourouma oraria Standl. & Cuatrec.
- Pourouma ovata Trécul
- Pourouma paraensis Huber
- Pourouma petiolata C.C.Berg
- Pourouma petiolulata C.C.Berg
- Pourouma phaeotricha Mildbr.
- Pourouma saulensis C.C.Berg & Kooy
- Pourouma stipulacea C.C.Berg
- Pourouma tomentosa Mart. ex Miq.
- Pourouma ulei Warb., 1907
- Pourouma velutina Mart. ex Miq.
- Pourouma villosa Trécul

## Protologue

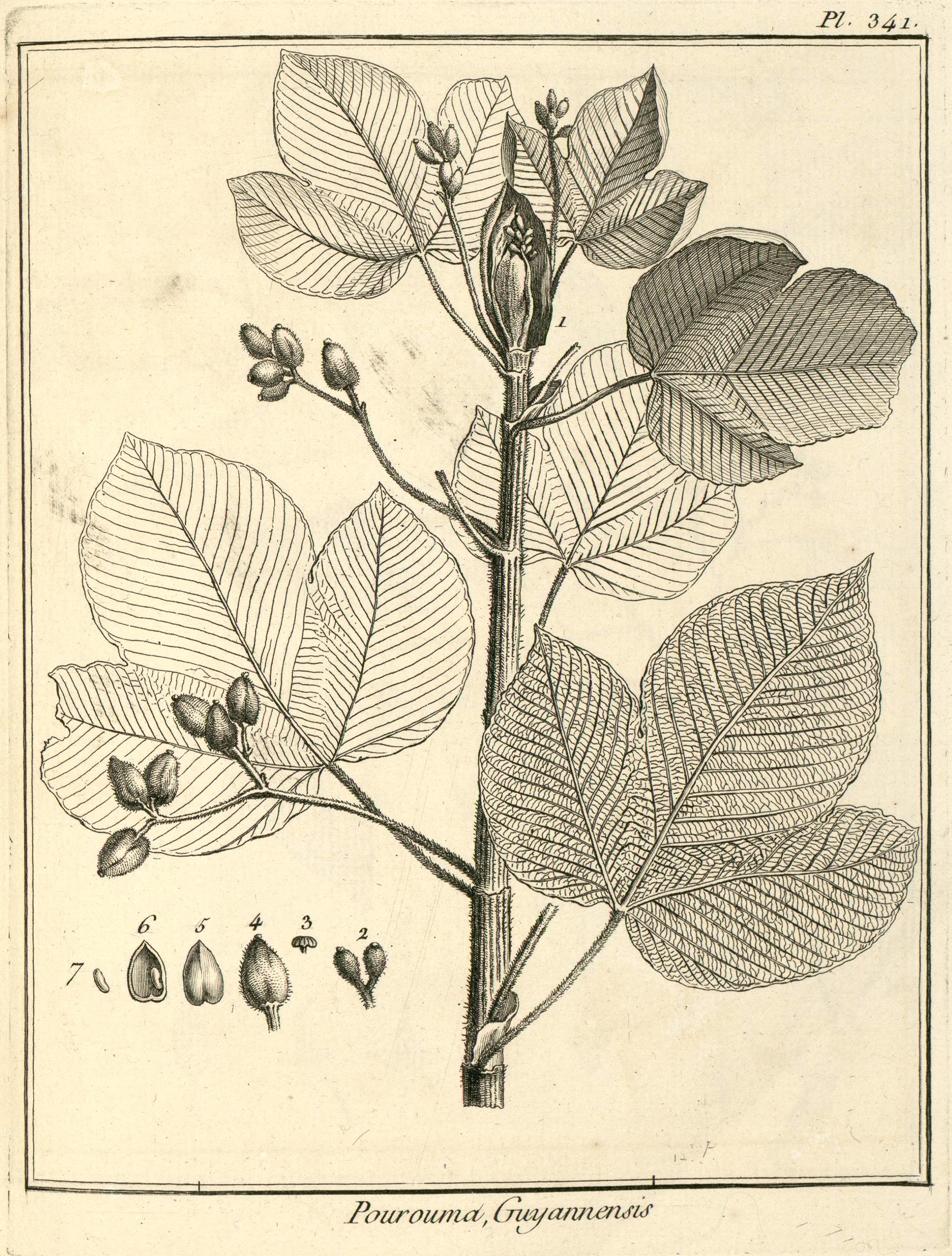
Pourouma guianensis par Aublet (1775) : Planche 341.
1. Spathe. - 2. Fleurs femelles. - 3. Stigmate. - 4. Capſule. - 5. Capſule dépouillée de ſon écorce. - 6. Valve de la capſule. Semence. - 7. Semence..

En 1775, le botaniste Aublet propose le protologue suivant : 
« POUROUMA. (Tabula 341.)
Masculi flores deſiderantur
CAL per nullum,
COR. nulla.
PIST. Germen ovatum, compreſſum, hirſutum. Stylus nullus. Stigma peltatum, ſtriatum. 
PER. Capsula ovata, unilocularis, bivalvis. 

SEM. unicum, placentae latérali unius valvar affixum. »
— Fusée-Aublet, 1775.